# Blas Hernández y Herrán
Blas Hernández y Herrán (Pinilla de los Barruecos, provincia de Burgos, 1867—Madrid, 21 de agosto de 1917) fue un médico español.
Su niñez transcurrió en su localidad natal, pero pronto sus padres le dieron la oportunidad de cursar estudios superiores siguiendo la carrera de medicina. Según consta en su expediente, Blas Hernández fue alumno de la Facultad de Farmacia de la Universidad Central de 1885 a 1890. Obtuvo el grado de doctor. 
Ejerció su profesión en Madrid y se hizo cargo de la dirección del Departamento Antirrábico del Instituto Nacional de Higiene Alfonso XIII. Le sorprendió la muerte a los 50 años, cuando todavía podía esperarse mucho de sus brillantes dotes de inteligencia y solvencia científica.
En 1911, Hernández y Herrán publicó una memoria anual sobre la curación de la rabia por el método del afamado médico Hőgyes, que parecía ser el más extendido por sus beneficiosos resultados.